# Kathleen Olsovsky
Kathleen Honorah Olsovsky (Torrance, 1º marzo 1982) è un'ex pallavolista e dirigente sportiva statunitense.
Giocava indifferentemente nel ruolo di schiacciatrice e di opposto. Svolge il ruolo dirigenziale di direttore delle operazioni per la University of Southern California.

## Carriera
La carriera di Kathleen Olsovsky inizia nel 2000, tra le file della University of Southern California. Gioca per la sua università fino al 2003, vincendo per due volte consecutive la NCAA Division I. Nel 2002 fa anche il suo esordio nella nazionale statunitense, con cui vince la medaglia di bronzo ai XIV Giochi panamericani.
Nel 2004 inizia la carriera da professionista col Leonas de Ponce, nella Liga de Voleibol Superior Femenino. Nella stagione 2004-05 viene ingaggiata dallo Stowarzyszenie Siatkówki Kaliskiej Calisia Kalisz, con cui vince il campionato polacco. Dopo un anno di inattività, torna a giocare nella stagione 2006-07 nella Serie A2 italiana per la Roma Pallavolo. Nell'estate del 2007 vince la medaglia d'argento al campionato nordamericano.
Nelle due stagioni successive gioca in Spagna e Russia, rispettivamente per il Club Voleibol Tenerife e per il Volejbol'nyj klub Samorodok. Viene poi ingaggiata dal Gigantes de Carolina, con cui gioca la Liga Superior 2010. Sempre nel 2010 viene ingaggiata dal Budowlani Łódź Sportowa, ma dopo le vacanze natalizie si rifiuta di ritornare in Polonia; così si ritira ed inizia a ricoprire il ruolo di direttore delle operazioni per la University of Southern California.

## Palmarès

### Club
- NCAA Division I: 2

2002, 2003
- Campionato polacco: 1

2004-05

### Nazionale (competizioni minori)
- Giochi panamericani 2003

### Premi individuali
- 2004 - Liga de Voleibol Superior Femenino: MVP dello All-Star Game